# Petrell prió antàrtic
El petrell prió antàrtic (Pachyptila desolata) és un ocell marí de la família dels procel·làrids (Procellariidae) d'hàbits pelàgics, habita els oceans subantàrtics al sud de 35°S. Cria a Geòrgia del Sud, Kerguelen, Heard, Macquaire, Auckland i fins i tot a la Península Antàrtica, essent l'única espècie del seu gènere que cria al Continent Antàrtic.